# Audi Typ R
Der Audi 19/100 PS Typ R „Imperator“ ist ein Oberklasse-Pkw der  Audiwerke AG Zwickau. Der erste Audi mit Achtzylindermotor war Nachfolger des sehr teuren Sechszylindermodells Audi 18/70 PS Typ M. Von 1927 bis 1929 wurden in Zwickau 145 Typ R „Imperator“ ausgeliefert. Nachfolger war der Achtzylinder-Typ SS „Zwickau“.

## Modellgeschichte und Technik
Der Audi Typ R hat einen vorn eingebauten seitengesteuerten Reihenmotor mit 4,9 Litern Hubraum, der über ein Dreigang-Getriebe mit Schalthebel in der Wagenmitte die Hinterräder antreibt. Er leistet 100 PS (73,5 kW) bei 3300/min. Der Imperator-Motor war wesentlich einfacher gestaltet als der des Vorgängermodells Typ M mit obenliegender Nockenwelle und Königswelle. Der Audi 19/100 PS hat wie sein Vorgänger blattgefederte Starrachsen vorn und hinten und Trommelbremsen an allen Rädern, die jedoch mechanisch (Seilzug) statt hydraulisch betätigt werden. Obwohl der „Imperator“ 30 PS mehr Motorleistung bot und mit einem Preis von 16.000 Reichsmark auch fast 30 Prozent günstiger als der 22.300 RM teure Vorgänger war, fand der Typ R nur wenige Käufer, so dass schließlich die Zschopauer Motorenwerke J. S. Rasmussen (DKW) die Audiwerke AG durch Übernahme vor dem drohenden Konkurs retten musste.

## Technische Daten
| Typ R Imperator (19/100 PS) | Typ R Imperator (19/100 PS)            |
| --------------------------- | -------------------------------------- |
| Baujahre                    | 1927–1929                              |
| Aufbauten                   | PL4                                    |
| Motor                       | Reihen-Achtzylinder-Viertakt-Ottomotor |
| Ventilsteuerung             | SV-Ventilsteuerung (seitengesteuert)   |
| Bohrung × Hub               | 80 mm × 122 mm                         |
| Hubraum                     | 4872 cm³                               |
| Nennleistung                | 100 PS (73,5 kW) bei 3300/min          |
| Höchstgeschwindigkeit       | 120 km/h                               |
| Leergewicht                 | 2300 kg                                |
| Bordspannung                | 12 Volt                                |
| Radstand                    | 3620 mm                                |
| Spur vorn/hinten            | 1450 mm/1450 mm                        |

- PL4 = 4-türige Pullman-Limousine